# NAFAG

NAFAG (Група НАТО з питань озброєнь повітряних сил, англ. NATO Air Force Armaments Group) — одна з основних груп у складі CNAD (Конференція національних директорів озброєнь) .
Місією NAFAG є сприяння багатонаціональному співробітництву держав-членів НАТО та країн-партнерів щодо забезпечення взаємосумісності озброєнь повітряних сил в інтересах підвищення ефективності сил НАТО в усьому спектрі поточних та майбутніх операцій Альянсу.
NAFAG взаємодіє з іншими основними групами CNAD, бере участь у процесі оборонного планування НАТО (NDPP).
Пленарні засідання NAFAG проводяться двічі на рік.

## Структура та діяльність NAFAG
У складі NAFAG існує широка мережа груп 2-го рівня, їх підгруп та робочих груп, які діють на постійній основі. Відповідні експертні спільноти, з урахуванням отриманого Альянсом досвіду, аналізують, уточнюють, розробляють та поновлюють стандарти НАТО, сприяють реалізації багатонаціональних проектів.

### Групи 2-го рівня NAAG
- Attack– Weapons Interoperability (ACG2) - зосереджена на стандартизації цифрового забезпеченню повітряної підтримки (Digitally Aided Close Air Support), оцінки супутніх збитків та бойової ефективності бортових засобів ураження в рамках спільних високоточних ударів (Joint Precision Strike, JPS), універсального інтерфейсу озброєння (Universal Armaments Interface, UAI) та поєднаного у мережу озброєння (Network Enabled Weapons)[1];
- Counter Air – Passive DCA/Mission Survivability (ACG3) - відповідає за стандартизацію засобів підвищення живучості авіації та концепці пригнічення ППО противника (Suppression of Enemy Air Defence, SEAD)[1];
- JCGISR - удосконалює архітектуру взаємосумісності НАТО (NATO Interoperability Architecture, NIIA), яка має визначати структуру взаємодії верхнього рівня та обумовлювати зміст і структуру ISR-стандартів з взаємосумісності[1][7];
- Air Mobility - Air Transport & Air-to-Air Refuelling (AT & AAR) - вирішує проблеми стандартизації процесів військових авіаперевезень, медичного авіатранспорту, десантування військ та вантажів, авіаційної підтримки сил спеціальних операцій, розгортання авіабаз (NATO Deployed Air Base, NDAB)[1];
- JC2 COI[1] (інша назва JCG C2[7]) - забезпечує міжвидову сумісність систем командування і управління (С2).